# Laura Chinchilla
Pour les articles homonymes, voir Chinchilla (homonymie).
Laura Chinchilla Miranda, née le 28 mars 1959 à San José, est une femme d'État costaricienne, présidente de la République de 2010 à 2014.
Membre du Parti de la Libération nationale (PLN), elle a été première vice-présidente et ministre de la Justice de 2006 à 2008, avant d'être élue en 2010 présidente de la république du Costa Rica au premier tour avec 47 % des voix. Elle est la première femme à occuper ce poste et présente une orientation politique très conservatrice, malgré le profil social-démocrate de son parti. Elle est la plus impopulaire chef d’État de l'histoire du Costa Rica.

## Biographie

### Enfance et études
Fille de Rafael Ángel Chinchilla Fallas et d'Emilce Miranda Castillo, elle obtient une licence à l'université du Costa Rica et une maîtrise en politique à l'université de Georgetown aux États-Unis.

### Carrière politique
En 1994, elle devient vice-ministre de la Sécurité publique.
Élue députée en 2002, elle est nommée première vice-présidente de la république du Costa Rica et ministre de la Justice dans le gouvernement d'Óscar Arias Sánchez (2006-2010). Elle démissionne le 8 octobre 2008 pour se consacrer à sa candidature à la présidence de la République. Elle n'est pas remplacée à la vice-présidence.

### Élection présidentielle de 2010

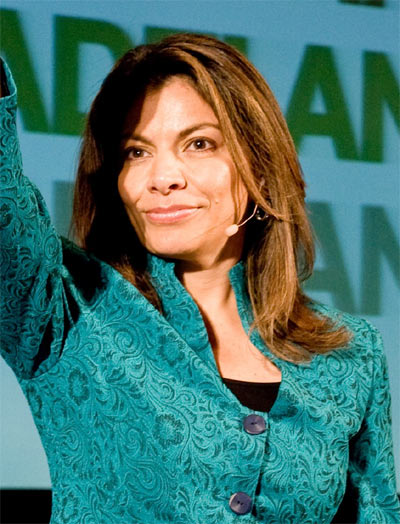
Laura Chinchilla en février 2010.

Le 7 février 2010, elle est élue présidente de la République au premier tour, obtenant 46,77 % des suffrages face à Ottón Solís (25,04 %) et Otto Guevara (20,96 %).

### Présidente de la République
Sous sa présidence, un traité de libre-échange entre le Costa Rica et les États-Unis est signé puis ratifié.
Elle voyage en mars et mai 2013 dans un avion du narcotrafiquant colombien Gabriel Morales Fallon, provoquant un important scandale dans le pays.
Devenue la chef d’État la plus impopulaire d’Amérique latine avec seulement 13 % de taux d'approbation, elle laisse le Costa Rica en proie à des difficultés économiques. La dette publique atteint 50 % du PIB, le chômage est en progression constante et, en dépit d'une croissance annuelle élevée, 20 % de la population vit sous le seuil de pauvreté.

#### Conflit avec le Nicaragua
En octobre 2010, les forces nicaraguayennes ont occupé deux îlots dans le delta de la rivière San Juan, qui sépare le Costa Rica et le Nicaragua. Le territoire en question est revendiqué par les gouvernements du Nicaragua et du Costa Rica. Le journal The Economist estime que l'action du Nicaragua était liée à la campagne de réélection du président Daniel Ortega, devant survenir un peu plus d'un an plus tard. Le gouvernement du Costa Rica a réagi à l'action du Nicaragua. Le Costa Rica a présenté une demande contre le Nicaragua devant la Cour internationale de justice. À la mi-2011, la présidente Chinchilla a décidé également de construire une route le long de la rivière, comme une réponse à ce qu'elle et son gouvernement considérait comme une invasion du Nicaragua en territoire du Costa Rica. La route a été officiellement nommée « Ruta 1856, Juan Rafael Mora Porras » pour honorer un héros du Costa Rica, qui a dirigé le pays dans la lutte au Nicaragua et au Costa Rica contre les forces de William Walker, qui s'était proclamé président du Nicaragua, et a voulu rétablir l'esclavage en Amérique centrale.
Il était prévu que la route ferait plus de 150 km. Un décret d'urgence a permis au gouvernement de renoncer à la réglementation environnementale et la supervision du vérificateur général (Contraloría General de la República). On n’a pas effectué des études environnementales, ni d'ingénierie avant que la construction de la route débute. Il y a eu par la suite des accusations de mauvaise gestion et de corruption. Le Ministerio Público (procureur général de la République) a annoncé une enquête officielle sur les accusations de corruption. Francisco Jiménez, ministre des Travaux publics et des Transports, a été limogé par Chinchilla à la suite de l'affaire.

## Positions politiques
Le Parti de la Libération nationale, auquel appartient Laura Chinchilla, est membre de l'Internationale socialiste dont le slogan est « Politiques progressistes pour un monde plus juste ». Son approche de certaines questions sociétales semble néanmoins plus conservatrice que cette affiliation pourrait le laisser penser.

### Opposition à un État laïc
Elle s'oppose farouchement à toute modification de la Constitution du Costa Rica destinée à séparer l'Église de l'État au Costa Rica. D’après la Constitution de 1949 (article 75), la religion catholique, apostolique et romaine est celle de l’État. Sa position contraste avec celle de l’ancien président Arias, qui avait donné son appui à l’établissement d’un État laïc.

### Traitement de la question de la contraception
Elle s'oppose à la légalisation de la « pilule du lendemain » laquelle reste interdite au Costa Rica. D'autres dirigeants conservateurs latino-américains s'opposent également à la pilule du lendemain parce qu'ils la considèrent comme étant abortive. Laura Chinchilla a aussi exprimé son opposition à l’avortement, même dans les cas de viols, sauf si la santé de la femme est en péril[réf. nécessaire]. Il est en effet établi dans la Constitution que les femmes peuvent avorter s’il y a un risque pour leur santé.
Lors de sa visite au Saint-Siège, le 28 mai 2012, jour de la Pentecôte, « l'importance de renforcer la défense de la dignité humaine dès la conception » fut évoqué avec le pape Benoît XVI.

### Traitement de la question homosexuelle
Le 28 novembre 2009, Laura Chinchilla est la seule candidate d’un parti important du Costa Rica à participer et soutenir la « Marche pour la vie et la famille ». Organisée par une coalition des chefs d'Églises, l’intention de la marche était d’exprimer l'opposition à la légalisation de l'avortement et des unions civiles pour les personnes du même sexe, ainsi que de leur mariage. Sa participation a soulevé de l’inquiétude chez plusieurs activistes des droits de la personne. Elle a déclaré pour sa part que la marche ne visait aucun groupe en particulier.

### Liens avec l'Église catholique
Laura Chinchilla est très proche des autorités de l'Église catholique, qui expriment leur approbation de certains signes envoyés par Chinchilla par rapport à la religion. Monseigneur José Francisco Ulloa, par exemple, l’a déclarée « Fille Préférée de la Vierge Marie », à la suite de son élection. En mars 2010, avant d'être assermentée comme présidente du Costa Rica, Laura Chinchilla a rencontré Mgr Barrantes, archevêque de San José, qui lui a présenté son projet d'un nouveau concordat entre le Costa Rica et le Vatican. Les autorités ecclésiastiques souhaitent en effet renforcer leur place dans l'éducation publique et protéger les institutions catholiques, tout en maintenant en vigueur les tribunaux de l'Église (pour les affaires matrimoniales) ainsi que la possibilité de recevoir du financement étatique[réf. nécessaire].

## Vie privée
En 1982, Laura Chinchilla épouse Mario Alberto Madrigal Díaz. Elle divorce le 22 mai 1985. Le 26 mars 2000, elle épouse José María Rico Cueto, un avocat espagnol qui détient également la citoyenneté canadienne, avec qui elle a un fils, José María Rico Chinchilla, né en 1996.
Elle est soupçonnée de fraudes fiscales.